# Chonocephalus fletcheri
Chonocephalus fletcheri är en tvåvingeart som beskrevs av Schmitz 1912. Chonocephalus fletcheri ingår i släktet Chonocephalus och familjen puckelflugor. Inga underarter finns listade i Catalogue of Life.